# 浆洞瑶族乡
浆洞瑶族乡，是中华人民共和国湖南省永州市蓝山县下辖的一个乡镇级行政单位。

## 行政区划
浆洞瑶族乡下辖以下地区：
上浆洞村、下洞村、水杉林村、史家村、茶山村、大坪头村、小洞村、枫木山村和甲背岭村。